# Glissando

A glissando zene jele a két határhang közötti egyenes, vagy hullámos vonal.

A glissando egy zenei játékmód és zenei jel. A szó a francia glisser (csúszni) kifejezés olaszosított változata, jelentése csúszva, rövidítése: gliss. Énekes és hangszeres zenében a nagy hangköz áthidalása a közbülső hangok szilárd hangmagassága nélkül. A glissando jelölése kottában a kiinduló hangtól a befejező hangig terjedő egyenes vagy hullámos vonal gliss. felirattal.
Egyes hangszereknél lehetőség van a hangközök egyenletes áthidalására, többek között ilyenek a tolócsővel ellátott rézfúvós hangszerek (pl. harsona), bundok nélküli pengetős vagy vonós hangszerek, illetve csúsztatható sípok. Más hangszereknél erre a diszkrét hangkészlet miatt nincs lehetőség, ilyenek tipikusan a billentyűs hangszerek. Köztes esetet képeznek egyes fafúvós hangszerek, melyek elvben diszkrét hangkészlettel készülnek, de van lehetőség a folytonos glissando előadására, ilyen pl. a szaxofon és a klarinét.

## Folytonos hangkészletű hangszereken
A glissando során a hangok gyors egymásutánja hangzik fel felfelé vagy lefelé. Fogólapos húros hangszereken (például vonós hangszerek) és egyes tölcsérfúvókás hangszereken (például harsona), valamint üstdobon a két határhang közötti összes rezgésszám értékű hang megszólal.

## Diszkrét hangkészletű hangszereken
A klaviatúrás hangszereken (például zongora) jellemzően kétféle glissandot alkalmaznak: fehér billentyűs (diatonikus hangkészletű) vagy fekete billentyűs glissando, de a kettő egyszerre alkalmazása is előfordul. Hárfán vagy a teljes diatonikus hangkészlet, vagy enharmonikusan előre behangolt akkordfelbontások glissandója lehetséges. A legtöbb fafúvós hangszeren is megszólaltatható kis hangköztávolságon belüli glissando-szerű csúszás.
Több szólamban megszólaltatható hangszerek esetén (például zongora, hárfa) akár egyszerre mindkét irányban előidézhető glissando. Régi zeneművek kottáiban (pl. Mozart, Beethoven idején) a glissandót úgy jelölték, hogy kiírták az egymást követő hangokat.
Létezik tercekben, szextekben, oktávokban játszott úgynevezett kettős glissando is, melyet úgy játszanak, hogy a billentyűs hangszeren két ujjal egy adott hangköznek megfelelő távolságot tartva csúsztatják a hangot felfelé vagy lefelé.

## Hasonló zenei játékmódok
A folytonos glissandót gyakran tévesztik össze a portamentóval, mely szintén két hang közötti, az összes köztes hangot bejáró folytonos áthidalást jelent, de utóbbi az előadói gyakorlat része, míg a glissando magának a műnek is szerves része.
A diszkrét hangkészletű hangszeren előírt glissando annyiban hasonlít az arpeggio játékmódra, hogy mindkettő hangok lejátszásának gyors és egyirányú egymásutánja, bár az arpeggio egy akkord hangokra való felbontását jelöli, így nem mindig szomszédos hangok hangzanak fel egymás után.
A vibrato, mely a hangmagasság periodikus változása, szintén gyors egymásutánban szólaltatja egy hangfrekvencia-tartomány hangjait, bár szerepe más, nem az átkötést szolgálja, hanem egy hangmagasság körüli vibrálással díszíti a zenét.

## Példák
- Liszt Ferenc Berlioz:Fantasztikus szimfónia zongoraátiratának fináléjában jobb kézzel játszandó, emelkedő glissandót ír elő.
- Ravel: Alborada del gracioso-jában van egykezes, tercben és kvartban játszott glissando is.
- Bartók a húros, ütőhangszerekre és cselesztára írt Zenében üstdobpedál-glissandót ír elő.